# بارتوش اوپانیا
بارتوش اوپانیا (لهستانی: Bartosz Opania؛ زادهٔ ۶ دسامبر ۱۹۷۰) بازیگر اهل لهستان است. وی از سال ۱۹۹۲ میلادی تاکنون مشغول فعالیت بوده‌است.
از فیلم‌ها یا برنامه‌های تلویزیونی که وی در آن نقش داشته‌است، می‌توان به یک داستان بسیار کریسمسی، حالا یا هرگز!، فرصت دوباره، سکوت، سرهنگ کفیاتکوفسکی، خط تأخیر، قانون حقیقی، نبرد ورشو ۱۹۲۰، دهن‌به‌دهن و در خوشی و سختی اشاره کرد.